# أبكلاه (تارود)
أبکلاه (بالفارسية: آب‌کلاه) هي قرية تقع في إيران في قسم تاررود.